# Ващиковский, Витольд
Ви́тольд Ян Ващико́вский (пол. Witold Jan Waszczykowski; род. 5 мая 1957) — польский историк, дипломат и политик, с 2005 по 2008 год заместитель министра иностранных дел, с 2008 по 2010 год заместитель главы Бюро национальной безопасности, депутат Сейма VII и VIII созывов, с 16 ноября 2015 по 9 января 2018 года — министр иностранных дел Польши.

## Биография
Родился 5 мая 1957 года в городе Пётркув-Трыбунальский.
Получил степень магистра истории в Лодзинском университете и степень магистра международных отношений в Орегонском университете. 
С 1992 года Ващиковский работал в структурах МИДа Польши, с 1999 по 2002 год являлся послом Польши в Иране. С 4 ноября 2005 по 11 августа 2008 года занимал пост заместителя министра иностранных дел Польши, с 27 августа 2008 по 6 июля 2010 года был заместителем главы Бюро национальной безопасности. На парламентских выборах в 2011 году был избран в Сейм, переизбран в 2015 году.
16 ноября 2015 года занял пост министра иностранных дел в кабинете Беаты Шидло. 9 января 2018 года премьер-министр Матеуш Моравецкий отправил Ващиковского в отставку с данного поста. Его преемником стал Яцек Чапутович.

## Награды
- Командор со звездой ордена Возрождения Польши (2024)[3]
- Великий офицер национального ордена «За заслуги» (2009, Румыния)